# رشا فاروق
رشا فاروق (1989 - 18 مارس 2011)، ممثلة مصرية كانت مقيمة في الكويت. وهي «خريجة المعهد العالي لفنون المسرحية» في الكويت. توفيت في حادث سير.

## أعمالها

### في المسرح
- سوق الجمعة.
- مزاد الحب.

## روابط خارجية
- رشا فاروق على موقع قاعدة بيانات الأفلام العربية